# Cliff Robertson
Clifford Parker „Cliff” Robertson III (ur. 9 września 1923 w La Jolla, zm. 10 września 2011 w Stony Brook) – amerykański aktor, reżyser i scenarzysta.
Laureat Oscara dla najlepszego aktora pierwszoplanowego za rolę niepełnosprawnego intelektualnie malarza Charly’ego Gordona w dramacie fantastycznonaukowym Ralpha Nelsona Charly (1968).
17 grudnia 1986 otrzymał własną gwiazdę w Alei Gwiazd w Los Angeles znajdującą się przy 6801 Hollywood Boulevard.

## Życiorys
Urodził się w La Jolla w Kalifornii jako syn Audrey Olgi Robertson (z domu Willingham) i Clifforda Parker „Cliffa” Robertsona Juniora. Jego rodzice rozwiedli się, gdy miał rok, a rok później jego matka zmarła na zapalenie otrzewnej. Robertson był wychowywany w poczuciu wartości ciężkiej pracy i wytrwałości przez babcię ze strony matki, Mary Eleanor „Eleanora” Willingham (z domu Sawyer, 1875–1957) w Kalifornii i rzadko widywał swojego ojca. W 1941 ukończył La Jolla High School, gdzie był znany jako „The Walking Phoenix”. Podczas II wojny światowej służył jako trzeci oficer w amerykańskiej marynarce handlowej, przerzucony od Filipin do Australii. Po ukończeniu Antioch College w Yellow Springs w Ohio, od 1948 występował w prowincjonalnych teatrach objazdowych. Imał się różnych zajęć, by opłacić naukę w Actors Studio.
Po raz pierwszy trafił na ekran w dwóch melodramatach wojennych: We’ve Never Been Licked (1943) w roli Adamsa u boku Richarda Quine i Corvette K 225 (1943) w roli wartownika z Randolphem Scottem. W 1953 zadebiutował na Broadwayu w roli Matthew Andersona w komedii Późna miłość z Arlene Francis. Zastąpił Bena Gazzarę w roli Bricka Pollitta, męża Margaret (Barbara Bel Geddes) w sztuce broadwayowskiej Tennessee Williamsa Kotka na gorącym blaszanym dachu. W 1957 za rolę Vala Xaviera w przedstawieniu Tennessee Williamsa Orfeusz zstępujący zdobył nagrodę Theatre World.
Zwrócił na siebie uwagę reżysera Joshuy Logana, który zaangażował go do roli Alana Bensona w dramacie Piknik (1955) u boku Williama Holdena. Interesujące role zamkniętych w sobie, twardych, choć nie pozbawionych wątpliwości wojskowych grał w dramatach wojennych, w tym Nadzy i martwi Raoula Walsha (1958) według powieści Normana Mailera jako porucznik Robert Hearn, Diabelska brygada Andrew V. McLaglena (1968) jako major Cliff Bricker i Spóźniony bohater Roberta Aldricha (1970) jako porucznik Sam Lawson. W biograficznym dramacie wojennym Lesliego H. Martinsona i Lewisa Milestone’a Łódź torpedowa 109 (PT 109, 1963) został obsadzony w roli prezydenta Johna F. Kennedy’ego jako oficera United States Navy dowodzącego łodzią torpedową PT–109 na Pacyfiku podczas II wojny światowej.
W dramacie politycznym Franklina J. Schaffnera Ten najlepszy (The Best Man, 1964) na podstawie sztuki Gore’a Vidala zagrał czarny charakter senatora USA Joe Cantwella. W miniserialu ABC Waszyngton za zamkniętymi drzwiami (1976) według powieści Johna Ehrlichmana stworzył wyrazistą kreację szefa CIA Williama Martina. Wystąpił w Trzech dniach kondora (1975), Bitwie o Midway (1976) i Ucieczce z Los Angeles (1996).
W 1990 wrócił na Broadway w roli Andrew Makepiece’a Ladda III w spektaklu A.R. Gurneya Listy miłosne. W trylogii filmowej Marvel Comics w reżyserii Sama Raimiego – Spider-Man (2002), Spider-Man 2 (2004) i Spider-Man 3 (2007) – zagrał postać Benjamina Franklina „Bena” Parkera, wujka superbohatera Petera Parkera / Spider-Mana.
Zmarł 10 września 2011 z przyczyn naturalnych w swoim domu w Stony Brook na Long Island, w dzień po swoich 88. urodzinach.

## Filmografia
- Piknik (1955) jako Alan Benson
- Jesienne liście (1956) jako Burt Hansen
- Nadzy i martwi (1958) jako porucznik Robert Hearn
- Dziewczyna w hotelu (1961) jako Warren Kingsley junior
- Niedziela w Nowym Jorku (1963) jako Adam Tyler
- Eskadra 633 (1964) jako komandor Roy Grant
- Ten najlepszy (1964) jako Joe Cantwell
- Garniec miodu (1967) jako William McFly
- Charly (1968) jako Charly Gordon
- Diabelska brygada (1968) jako mjr Alan Crown
- Spóźniony bohater (1970) jako porucznik Sam Lawson
- Wielki napad w Minnesocie (1972) jako Cole Younger
- Trzy dni Kondora (1975) jako J. Higgins
- Bitwa o Midway (1976) jako komandor Carl Jessop
- Obsesja (1976) jako Michael Courtland
- Waszyngton za zamkniętymi drzwiami (1976; serial TV) jako William Martin
- Burza mózgów (1983) jako Alex Terson
- Star 80 (1983) jako Hugh Hefner
- Klasa (1983) jako pan Burroughs, ojciec Skipa
- Klucz do Rebeki (1985) jako mjr William Vandam
- Malone (1987) jako Charles Delaney
- Wiatr (1992) jako Morgan Weld
- Inteligent w armii (1994) jako płk James
- Ucieczka z Los Angeles (1996) jako prezydent
- Drzewo życia (1999) jako Larry
- Spider-Man (2002) jako Ben Parker
- Spider-Man 2 (2004) jako Ben Parker
- Jazda na kuli (2004) jako farmer
- Spider-Man 3 (2007) jako Ben Parker

## Nagrody
| Rok  | Nagroda                   | Kategoria                                                             | Film                                                            |
| ---- | ------------------------- | --------------------------------------------------------------------- | --------------------------------------------------------------- |
| 1966 | Nagroda Emmy              | Najlepszy pojedynczy występ aktora w roli pierwszoplanowej w dramacie | Bob Hope Presents the Chrysler Theatre – odc. „The Game” (1965) |
| 1969 | National Board of Review  | Najlepszy aktor                                                       | Charly (1971)                                                   |
| 1969 | Nagroda Akademii Filmowej | Najlepszy aktor                                                       | Charly (1971)                                                   |